# Podomys floridanus
Espèce
Statut de conservation UICN

 NT  : Quasi menacé
Podomys floridanus est une espèce de mammifères rongeurs de la famille des Cricétidés. C'est la seule espèce encore existante du genre Podomys, mais ce petit rongeur endémique de Floride est menacé à son tour de disparition car les populations sont dépendantes de la présence de terriers d'une tortue appelée Gophère polyphème (Gopherus polyphemus), elle-même menacée. En effet, le territoire de ces deux espèces se réduit constamment sous la pression de l'activité humaine, et la gophère est affaiblie par les changements climatiques et les maladies.
Cette espèce a été décrite pour la première fois en 1889 le naturaliste américain Frank Michler Chapman (1864-1945). 